# Наруджа
Наруджа (груз. ნარუჯა) — містечко (даба) в муніципалітеті Озурґеті, Гурія, Грузія.
Населення на 2014 рік — 2148 осіб.